# Bill Foster

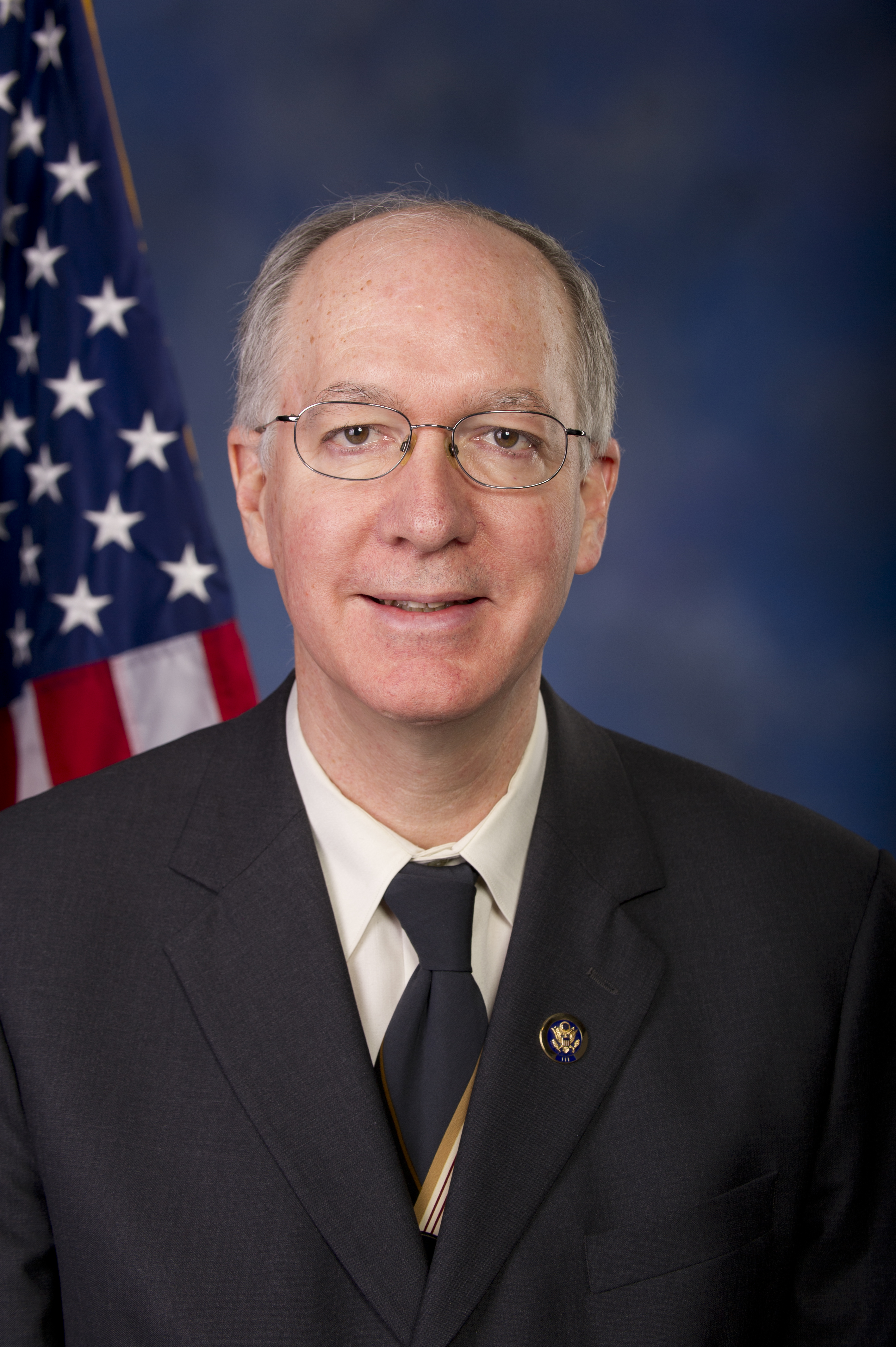
Bill Foster (2013)

George William „Bill“ Foster (* 7. Oktober 1955 in Madison, Wisconsin) ist ein US-amerikanischer Politiker der Demokratischen Partei. Er gehört seit 2013 dem Repräsentantenhaus der Vereinigten Staaten an, dem er bereits 2008 bis 2011 angehört hatte.

## Werdegang
Bill Foster studierte bis 1975 an der University of Wisconsin–Madison und anschließend bis 1984 Physik an der Harvard University. Anschließend betätigte er sich als Physiker und Unternehmer. Er wurde Vorstandsmitglied der Batavia Foundation for Education Excellence.
Nach dem Rücktritt des Kongressabgeordneten Dennis Hastert, des ehemaligen Speaker, wurde Foster bei der Nachwahl für den 14. Sitz von Illinois als dessen Nachfolger in das US-Repräsentantenhaus in Washington, D.C. gewählt, wo er am 8. März 2008 sein Mandat als Demokrat antrat. Bei der Wahl 2008 bestätigt, unterlag er 2010 dem Republikaner Randy Hultgren und schied am 3. Januar 2011 aus dem Kongress aus. Foster war Mitglied im Finanzausschuss und im Committee on Oversight and Government Reform sowie in vier Unterausschüssen.
Bei der Wahl 2012 wurde Foster im 11. Kongresswahlbezirk seines Staates erneut in das US-Repräsentantenhaus gewählt, wo er am 3. Januar 2013 die Nachfolge von Adam Kinzinger antrat, der in den 16. Distrikt wechselte. Diesmal gewann Foster die Wahl gegen Judy Biggert. Er wurde wieder Mitglied im Finanzausschuss und 2014, 2016 und 2018 wiedergewählt. Foster gewann auch die Wahlen zum Repräsentantenhaus 2020, 2022 und 2024. Sein aktuelles Mandat geht bis zum 3. Januar 2027.
Bill Foster ist verheiratet und hat zwei erwachsene Kinder. Privat lebt er in Naperville.

## Auszeichnungen
- 2022 Robert R. Wilson Prize